# Битка код Рија
Битка код Рија (429. п. н. е.) била је поморска битка између атинске и пелопонеске флоте током Пелопонеског рата. Атинском флотом заповедао је Формион, а Пелопонежани су имали неколико заповедника. Пелопонежани су покушали да са 47 тровесларки пређу на северну обалу Патраског залива да нападну Акарнанију. Формионова флота од 20 бродова их је напала када су покушали да пређу са Пелопонеза.
Многи пелопонески бродови били су у опасности, јер су били опремљени као транспортни бродови. Због тога су направили обрамбени круг. Формион је искористио већу поморску способност својих посада, па је кружио око противничких бродова са својим бродвима и сабијао их је на све ужи простор, тако да су се на крају почели сударати. Атински бродови су онда изненада напали, тешко поразили и заробили 12 противничких бродова.

## Кнем напада Страт у Акарнанији
Током лета 429. п. н. е. Пелопонески савез је био у офанзиви на северозападу Грчке. Спарта, Амбракија и њени савезници надали су се да ће победити и избацити из рата неколико атинских савезника, као што су Акарнанија, Закинтос и Кефалонија. Осим тога надали су се и могућем заузимању Наупакта. Том операцијом Пелопонеског савеза командовао је спартански наварх Кнем. Кренуо је против Акарнаније са 1.000 спартанских хоплита и прешао је преко Коринтског залива, а да га Формион није ни приметио.
Кнему се прикључило и преко 2.000 савезничких војника, па је кренуо на град Страт, који је био највећи акарнанијски град.

## Формион вреба са атинском флотом код Наупакта
Атински бродови су означенои црвеном бојом, а пелопонески црном. Формионова тактика је била да плови око пелопонеских бродова у кругу и да их сабија на све ужи простор.
Акарнанци су молили Формиона да им помогне, али Формион их је одбио, јер се бојао да остави стратешки важан Наупакт без одбране. Бродови Коринта и осталих савезника добили су задатак да превезе војску из Коринта на јужну обалу Акарнаније, да би спречили становништво горње Акарнаније да дође Страту у помоћ. Када се пелопонеска флота од 47 бродова покренула западно дуж јужне обале у Коринтском заливу почела је да их следи атинска флота. Формион је намеравао да их нападне на пучини. Међутим Пелопонежани нису били забринути, јер је атинска флота имала само 20 бродова. Ипак пошто су имали доста теретних бродова намеравали су да умакну атинској флоти и да пређу мореуз код Рија. Атињани су их приметили и кренули су за њима ухвативши их на отвореном мору у средини теснаца.

## Бројно стање и почетни распоред
Флота Пелопонежана била је много већа од атинске. Имали су 47 бродова, а Атињани само 20, али многи од пелопонеских бродова били су транспортни бродови, неподесни за поморску битку. Због тога су пелопонески заповедници наредили да се њихових 47 тровесларки постави у обрамбени круг. Прамци бродова су били усмерени од центра круга, а крма према центру круга. У центар су поставили мање бродове и пет најбржих тровесларки, које је требало да попуне празнине, које би се појавиле у кругу.

## Битка
Формион је одлучио да нападне такву формацију користећи ризичну и неуобичајену тактику. Повео је своје бродове и помоћу њих описао је кружну линију око пелопонеских бродова. Бродови би пловили тик до пелопонеских бродова и терали су их на све мањи простор. Претварали су се као да ће свакога часа напасти. Та тактика била је рискантна, пошто су атински бродови били осетљиви на брзи напад тј. пелопонески бродови су могли да се забију у веома блиске атинске бродове. Ипак није дошло до такивог напада, него су пелопонески бродови били сабијани у све ужи простор.
Формион је јако добро познавао локалне временске прилике и очекивао је ветар, који је обично дувао приликом свитања. Очекивао је да тај ветар битно поремети позиције пелопонеских бродова, на којима су биле неискусне пелопонеске посаде. Посаде атинских бродова су биле довољно искусне, па није очекивао да их ветар поремети. Према Формионовом очекивању појавио се ветар, који је бацао једне пелопонеске бродове на друге. Неискусна посада није успевала да спречи сударе и ломљење весала. Тада су и атински бродови кренули у напад. Атињани су најпре потопили заповеднички брод, а онда су потапали и остале бродове. Пелопонежани су били потучени до ногу, нису се одупирали, него су бежали. Атињани су заробили 12 пелопонеских бродова.

## Последице
Спартански заповедник Кнем је доживео пораз код Страта и приликом повратка у Коринт сусрео је поражену пелопонешку флоту. Два пораза представљала су тежак ударац за Кнема и Спарту. Ипак ти порази нису окончали пелопонеску офанзиву у Коринтском заливу. Кратко време након тих пораза Спарта је сакупила значајно јачу флоту од укупно 77 трирема. Атина је послала 20 бродова да помогне Формиону, али ти бродови су најпре отишли по задатку на Крит. Због тога је Формиону остало само 20 бродова, са којима је једва одржао атинску доминацију у заливу током битке код Наупакта.